# Márk (keresztnév)
A Márk férfikeresztnév, mely a Márkus név rövidült formája, de lehet a német Mark átvétele is, ez pedig a Marquard és a Markus német utónevek közös rövidülése. A Marquard (Márk) jelentése: a határerdőnek, a határvidéknek és a természetnek a védője.

## Rokon nevek
- Márkus, Markó, Márkó

## Gyakorisága
Az 1990-es években hirtelen nőtt meg a népszerűsége, igen gyakori volt, a 2000-es években a 9-17. leggyakoribb férfinév.

## Névnapok
- április 25.[2]
- május 25.[2]
- június 18.[2]
- október 7.[2]
- november 5.[2]

## Névnapi szokások
Magyarországon
- Tiszántúl

Sokfelé e napon a hívek mise után kisétáltak a határba, hogy a pap megáldja a zöldülő vetést. A férfiak ebből kalapjukba tűztek, az asszonyok pedig imádságos könyveikbe fektettek egy-egy szálat, ami elhárította vagy gyógyította a bajt, de füstölhettek is vele. Ha a megelőző nap a legeltetés első napja, akkor ezen a napon a gazdák – feleségeik jóvoltából – rétessel kedveskedtek a pásztoroknak, mintegy a jó kapcsolat érdekében.
- Kisalföld

A búzaszentelés, rábaközi nevén sásszentelés, nyilván az antik Ambarvalia ünnepének helyettesítésére alakult ki. A rómaiak április 25-én körmenetet tartottak, amely a Via Flaminián át elment a milviusi hídig, ahol Robigus istennek egy kutya és egy juh beleit áldozták, hogy a vetéseket a rozsdától (= robigo) megóvja. Ezt a körmenetet a keresztények is megtartották már Nagy Konstantin óta, természetesen elhagyva a pogány vonatkozásokat. A búzaszentelés szertartása és a vele kapcsolatos könyörgések azután az egész keresztény világban elterjedtek. Amíg a búcsú, azaz a búzaszentelési szertartás tartott, régi szegedi parasztok nem fogtak be és nem kezdtek semmiféle mezei munkához.
Hazánkban már a középkorban volt búzaszentelés. Ekkor még a szentek ereklyéit is körülhordozták a körmeneten, amint az Egri főegyházmegye szertartásrendje is tanúsítja. Az ünnepről a Krisztusbéli és a pápai foltos hitről szólva Szkhárosi Horvát András gúnyosan emlékezik meg.
A szentelt búza régóta megbecsült népi szentelmény. Az első híradás a kálvinista Komáromi Csipkés György elítélő megjegyzése A Pápistaság Újsága c. művében 1674: Márk napján az vetésekhez is nagy pompásan kimennek és az erő módja szerint megszentelik, jól megtépvén, a ki hozzá férhet. Szeged tanácsi jegyzőkönyvében 1728 olvassuk: A szűrűknél lévő és Szent Márk Napján leendő Búzák szenteltetésnek deserviáló bé vetett földhöz még egy darab hozzá adatik, úgy hogy minden Esztendőben az olyan földet lehessen változtatni.” (Bálint Sándor: Ünnepi kalendárium)

## Idegen nyelvi változatai
- Mark vagy Marc (angol)
- Marc (francia)
- Marek (lengyel)
- Marek (cseh, szlovák)
- Markko (észt)
- Markus (német)
- Marco (olasz)
- Marcos (spanyol)
- Маркo (szerb)

## Híres Márkok
- Márk, a hagyomány szerint a Bibliában található Márk evangéliuma szerzője
- Marcus Tullius Cicero római író, szónok, politikus, filozófus
- Márkosz Pagdatísz, ciprusi teniszező
- Marc Chagall francia festő
- Gasparich Márk Kilit tábori lelkész, 1848–49-es szabadságharc utáni függetlenségi szervezkedések résztvevője és vértanúja
- Marco Polo olasz utazó
- Mark Spitz olimpiai bajnok úszó
- Mark van Bommel labdarúgó
- Mark Hamill amerikai színész
- Mark Harmon amerikai színész
- Mark Viduka labdarúgó
- Marcus Aurelius római császár
- Marco Pantani olasz kerékpárversenyző
- Markko Märtin észt raliversenyző
- Marcus Grönholm finn raliversenyző
- Mark Zuckerberg a Facebook közösségi portál atyja, amerikai feltaláló és programozó
- Mark Webber ausztrál F1 autóversenyző
- Mark Addy angol színész
- Mark Feehily ír énekes, a Westlife volt legfiatalabb tagja
- Mark Sheppard angol színész
- Mark Williams angol színész
- Mark Williams walesi snookerjátékos
- Marco Masini olasz énekes
- Marco Materazzi olasz labdarúgó
- Marco van Basten holland labdarúgó
- Mark Potoczny amerikai kerékpáros
- Mark Strong angol színész
- Mark Ruffalo amerikai színész
- Mark Steel angol író és humorista
- Mark Stuart zenész, énekes-dalszerző
- Mark Stuart híres jégkorongozó
- Mark Dacascos amerikai színész
- Mark Salling színész, énekes-zenész
- Mark Quigley profi futball játékos
- Marc Quinn brit művész
- Mark Ronson angol DJ, gitáros, zenei producer
- Mark Twain amerikai író, újságíró, humorista
- Mark Isham amerikai filmrendező és producer
- Mark Wahlberg amerikai színész
- Marco Quaglia olasz színész
- Mark Selby angol snookerjátékos
- Zentai Márk énekes
- Kálti Márk (14. század) krónikaíró
- Marc Alaimo amerikai színész
- Marc Singer kanadai születésű színész
- Mark Owen angol énekes/dalszövegíró
- Marc Batta francia labdarúgó-játékvezető
- Bozsek Márk színész
- Marco Casagrande olasz szobrász
- Marco Verrati olasz labdarúgó
- Ember Márk színész